# إبراهيم بن بشر
إبراهيم بن بشر أو بشير هو أحد رواة الحديث عند الشيعة الإثني عشرية إذ يروي بعض المسائل عن علي بن موسى الرضا - الإمام الثامن عند الشيعة الإثني عشرية -، قال النجاشي عنه: ”له مسائل إلى الرضا عليه السلام أخبرنا محمد بن محمد، عن علي بن محمد بن أحمد بن داود، عن الحسين بن علان قال: حدثنا أبو الحسين الآمدي، عن محمد بن عبد الحميد، عن إبراهيم بن بشر به“، وقد اختلفت عبارة النجاشي في بعض الطبعات فوردت في بعض الطبعات بهذه العبارة: ”إبراهيم بن الوليد بن بشير، له صغار مسائل إلى الرضا عليه السلام، أخبرنا محمد بن محمد، عن محمد ابن أحمد بن داود، عن الحسين بن محمد بن علان، قال: حدثنا أبو الحسين الآمدي، عن محمد بن عبد الحميد، عن إبراهيم بن بشير به“.
وقد جزم الخوئي بوقوع التحريف في عبارة النجاشي إذ قال: ”ومن المطمأن به وقوع التحريف في النسخة المطبوعة من جهة إضافة كلمتي: ابن الوليد، والصغار. ونسخة المولى عناية الله القهبائي مخالفة لجميع ذلك، فإن المذكور فيها: أولاً: إبراهيم بن أبان بن بشير، وآخراً: إبراهيم بن بشر“. وقد استغرب من عدم ذكر ابن المطهر الحلي وابن داوود لابن بشر مع أن النجاشي - الذي ينقلان عنه كثيراً - قد ذكره.

### كتب
- أعيان الشيعة. محسن الأمين، طبع بيروت - لبنان، تاريخ الطبع مفقود، منشورات دار التعارف.

### إشارات مرجعية
1. ↑  
الأمين، محسن. أعيان الشيعة - ج2. ص. 114. مؤرشف من الأصل في 2019-12-09.
2. ↑  
النجاشي، أبو العباس. رجال النجاشي. ص. 23. مؤرشف من الأصل في 2017-11-06.
3. ↑  
الخوئي، أبو القاسم. معجم رجال الحديث - ج1. ص. 193. مؤرشف من الأصل في 2019-12-09.